# Östertälje församling
Östertälje församling är en församling i Södertälje kontrakt i Strängnäs stift. Församlingen ligger i Södertälje kommun i Stockholms län och ingår i Södertälje pastorat.

## Administrativ historik
Församlingen bildades 1946 genom en uppdelning av Södertälje landsförsamling. Församlingen var till 1973 annexförsamling i pastoratet Södertälje, Tveta och Östertälje, för att därefter till 2014 utgöra ett eget pastorat. Från 2014 ingår församlingen i Södertälje pastorat.

## Kyrkor
- Alla Helgons kyrka
- Hagabergs kapell
- Brunnsängs kyrka
- Sjukhuskyrkan vid Södertälje sjukhus